# Нійттюкумпу (станція метро)
Нійттюкумпу (фін. Niittykumpu, швед. Ängskulla) — одна з восьми станцій Гельсінського метрополітену, яка була відкрита 18 листопада 2017 року. Розташована в районі Нійттюкумпу у місті Еспоо між станціями Ургейлупуйсто до якої 1,1 км і Матінкюля до якої 1,9 км.
Планований пасажирообіг — 8000 осіб.
Кошторисна вартість будівництва станції — 21 млн євро
Конструкція: Односклепінна станція глибокого закладення з однією острівною платформою.
Пересадка на автобуси маршрутів:112, 118/B, 119, 124, 125/B/N, 134N